# Librino
Librino (Libbrìnu, in dialetto catanese) è un quartiere della città di Catania, sito nella parte sud-ovest, progettato intorno alla metà degli anni sessanta come città satellite modello da Kenzō Tange. Dal 2013, dopo la riforma delle Municipalità, fa parte della vasta VI Circoscrizione, risultata dall'accorpamento delle ex IX e X Municipalità, la quale include tutti i quartieri a sud dell'aggregato urbano: San Giorgio, Fontanarossa (che comprende l'omonimo aeroporto), Zia Lisa, Villaggio Sant'Agata, Pigno, Villaggio Santa Maria Goretti, Plaia, Primosole (dove sfocia il fiume Simeto), fino ad arrivare alla Zona industriale di Pantano d'Arci e Passo Martino.

## Origini del nome
L'area in cui sorge il quartiere nelle antiche carte topografiche aveva il nome di Omar: il toponimo deriva dall'aggettivo latino omaribus (cioè "della lepre"). Il termine sostantivato omaribus è un evidente zootoponimo e costituisce una variante di leporarium o leporium, che identificava, nell'antica Roma, un "luogo dove abbondavano stanzialmente o venivano allevate le lepri in cattività a scopo venatorio". A tutt'oggi, infatti, nonostante l'abbondante urbanizzazione, vi sono presenti omar selvatici e lepri.

## Geografia
Area edificata ai margini sudoccidentali della città su terreni che prima erano agricoli, confina a nord con il quartiere San Giorgio, a nord-est con il quartiere Villaggio Sant'Agata, a sud-est con la contrada Gelso Bianco, a sud con il Pigno e a ovest con il comune di Misterbianco. Possiede sei contrade: Bummacaro, Cardinale, Castagnola, Nitta, Pozzillo e Moncada.

## Storia
La progettazione del quartiere fu prevista dal Piano Regolatore Generale di Luigi Piccinato, adottato nel 1964 e approvato nel 1969. Il progetto originale prevedeva l'accoglienza di circa 60.000 abitanti in un sistema moderno costituito da grossi anelli delimitati da larghe strade ed isole alberate, nonché strutture sociali, scolastiche, religiose ed amministrative tali da renderlo perfettamente autonomo dalla città.
Nel 1970, in esecuzione del decreto dell'Assessorato Regionale allo Sviluppo Economico, il comune di Catania affidò al gruppo Kenzō Tange e Urtec di Tokyo la redazione di un piano particolareggiato e all'Italstat l'effettuazione degli studi preliminari. Il progetto di Tange fu consegnato nel 1972 e reso esecutivo come Piano di Zona nel 1976. Esso prevedeva anche la realizzazione di alcune lingue di verde, specificatamente dedicate ai vari gruppi di stabili abitativi e di un vasto parco di 31 ettari, un'area, dunque, di dimensioni tali da diventare meta di gite fuori porta per i cittadini catanesi. Librino, insomma, era stata pensata fin dall'inizio come una sorta di new town, collegata al centro da un asse viario. Il risultato fu ampiamente inespresso.
Nella scelta della zona non si tenne però conto del problema del forte inquinamento acustico prodotto dagli aerei che decollavano ed atterravano nel prospiciente aeroporto di Catania-Fontanarossa. La natura argillosa del terreno non ne consentiva una valorizzazione immobiliare e, da un punto di vista climatico e ambientale, la zona non era molto amata dai catanesi, che preferivano le pendici dell'Etna. È evidente che non si poteva pensare ad un insediamento abitativo di pregio e di livello elevato e il quartiere "modello" divenne un insediamento di case popolari e cooperative edilizie. A ridosso della zona, inoltre, a partire dai primi anni settanta, si era sviluppata la costruzione di case abusive ai margini dei quartieri Fossa della Creta e San Giorgio, ambedue confinanti con Librino.
Il progetto disatteso in diversi punti finì per essere parzialmente modificato anche in seguito alla legge regionale 71 del 27 dicembre 1978 emanata allo scopo di procedere al "riordino urbanistico-edilizio". Fu necessaria anche una variante progettuale sull'altezza di alcune torri previste nel piano in seguito al contenzioso con lo Stato maggiore dell'Aeronautica che contestava all'amministrazione comunale il superamento dell'altezza massima prevista dalla Legge 58 del 4 febbraio 1963 per gli edifici vicini agli aeroporti. In seguito, le varianti divennero una prassi; proseguiva la massiccia edificazione abusiva e la cattiva gestione del territorio da parte delle amministrazioni locali.
Decenni di abbandono e degrado dei pur moderni edifici e delle strutture urbanistiche del quartiere, hanno favorito lo sviluppo della criminalità comune e organizzata e dei reati ad essa collegati.
Nell'ultimo decennio è stata posta una maggiore attenzione alle problematiche del quartiere che ha portato un miglioramento dei servizi, della viabilità e dei collegamenti con il centro cittadino.

## Monumenti e luoghi d'interesse

### Architetture religiose
- Chiesa di Nostra Signora del Sacramento, via delle Susine, 15
- Chiesa della Resurrezione del Signore, viale Castagnola, 4
- Chiesa di Santa Chiara in Librino, viale Moncada, 17

#### Altre chiese cristiane
- Chiesa Cristiana Evangelica "Assemblee di Dio in Italia", viale Nitta, 2
- Chiesa Cristiana Evangelica "Parola della Salvezza", viale Grimaldi, 16/c 2
- Chiesa Cristiana Evangelica Battista - Catania, Viale Castagnola, 6

### Architetture civili

#### Porta della Bellezza
La Porta della Bellezza, è un'opera monumentale, inaugurata dopo dieci anni di impegno il 15 maggio 2009 utilizzando come supporto il lungo muro in cemento dell'asse di attraversamento viario: un sottovia è stato decorato e la lunga cinta muraria abbellita con oltre 9000 forme di terracotta realizzate da 2.000 bambini delle scuole di Librino sotto la direzione artistica del critico d'arte Ornella Fazzina.
I due importanti progetti di arte contemporanea, definiti Terzocchio – Meridiani di Luce dal mecenate Antonio Presti, già ideatore del grande parco di sculture e museo all'aperto Fiumara d'arte, sono frutto di un progetto di riqualificazione del quartiere a carattere etno-antropologico che ha impegnato importanti fotografi del mondo nel fissare nei loro scatti la gente, l'anima del quartiere. Gli artisti che hanno collaborato sono: Giovanni Cerruto, Michele Ciacciofera, Fiorella Corsi, Rosario Genovese, Giuliana Lillo, Italo Lanfredini, Simone Mannino, Pietro Marchese, Giuseppina Riggi, Nicola Zappalà e gli allievi dell'Accademia di Belle Arti di Catania, Tiziana Pinnale, Sergio Carpinteri, Maria Riccobene, Graziella Russo, Valeria Castorina, Valeria Sidoti, Miryam Scarpa, Corrado Trincali, Elisa Raciti, Marco Agosta, Alberto Celano.

## Infrastrutture e trasporti
Dal 19 settembre 2015 è stata soppressa la linea 550 e la linea 555 è stata trasformata in Librino Express; la circolare di quartiere 802 è stata sdoppiata e potenziata in 802 rosso e 802 nero.
La città satellite è collegata con il resto di Catania attraverso alcune linee di autobus urbani gestiti da AMT:
- Librino Express: linea veloce ad alta frequenza e con fermate dedicate, con partenza dalla stazione centrale, passaggio interno al porto, parcheggio scambiatore Fontanarossa, Librino.
- 439; stazione centrale, Zia Lisa, Villaggio Sant'Agata, Librino, carceri Bicocca, Zona industriale.
- 523: Piazza Borsellino, San Cristoforo, Zia Lisa, Librino, Gelso Bianco, Pigno.
- 538: Piazza Borsellino, San Cristoforo, Zia Lisa, Villaggio Sant'Agata, Librino, aeroporto, San Giuseppe La Rena, collina Primosole, Vaccarizzo.
- 601: Nesima, Monte Po, San Giorgio,  Librino, Villaggio Sant'Agata.
- 802N e 802R: circolari di quartiere con partenza dal parcheggio scambiatore Fontanarossa, collegano esso con Librino, Villaggio Sant'Agata, Pigno, San Giorgio.

È in corso di costruzione (inizio dei lavori previsto: fine 2024) il prolungamento della metropolitana FCE che attraverserà il centro della città satellite dotandolo di due stazioni sotterranee:
- "Verrazzano", sotto l'asse attrezzato, tra i viali Grimaldi e Nitta.
- "Librino", all'interno dell'anello viario omonimo, nell'area dove dovrebbe sorgere il centro direzionale del Comune di Catania.

La linea collegherà il quartiere rispettivamente con il resto della città e con l'aeroporto Fontanarossa.

## Sport
Nel quartiere sono presenti una società di rugby, l'Associazione Sportiva Dilettantistica I Briganti Librino e una società di pugilato, l'Associazione Sportiva Dilettantistica Boxing Team Catania Ring. Vi sono poi due squadre di calcio: l'A.S.D. Librino 2012 Calcio, che dal 2012 ha lanciato un progetto sociale per dare la giusta dignità al quartiere, e l'A.S.D. Atletico Librino 2011 CT; entrambe militano nel girone H siciliano di 2ª Categoria. Infine, a Librino gioca anche la Catania F.C. Librino Calcio a 5, con sede però a Viagrande.